# Scolecithricella auropecten
Scolecithricella auropecten är en kräftdjursart som först beskrevs av Giesbrecht 1892.  Scolecithricella auropecten ingår i släktet Scolecithricella och familjen Scolecitrichidae. Inga underarter finns listade i Catalogue of Life.